# Ommata transversemaculata
Ommata transversemaculata är en skalbaggsart som beskrevs av Tavakilian och Peñaherrera 2005. Ommata transversemaculata ingår i släktet Ommata och familjen långhorningar. Inga underarter finns listade i Catalogue of Life.